# 金牛鉀碱
冀中能源邢台矿业集团金牛鉀碱分公司，是冀中能源集團旗下公司，是由邢礦集團成立於2005年，主要業務主营氢氧化钾、氯气、盐酸外，还兼营钾盐类和其他无机化工产品。
2007年，邢礦集團和其他企業合併，組成冀中能源集團，已被河北省政府国资委批准。